# Stowarzyszenie Bibliotek Amerykańskich

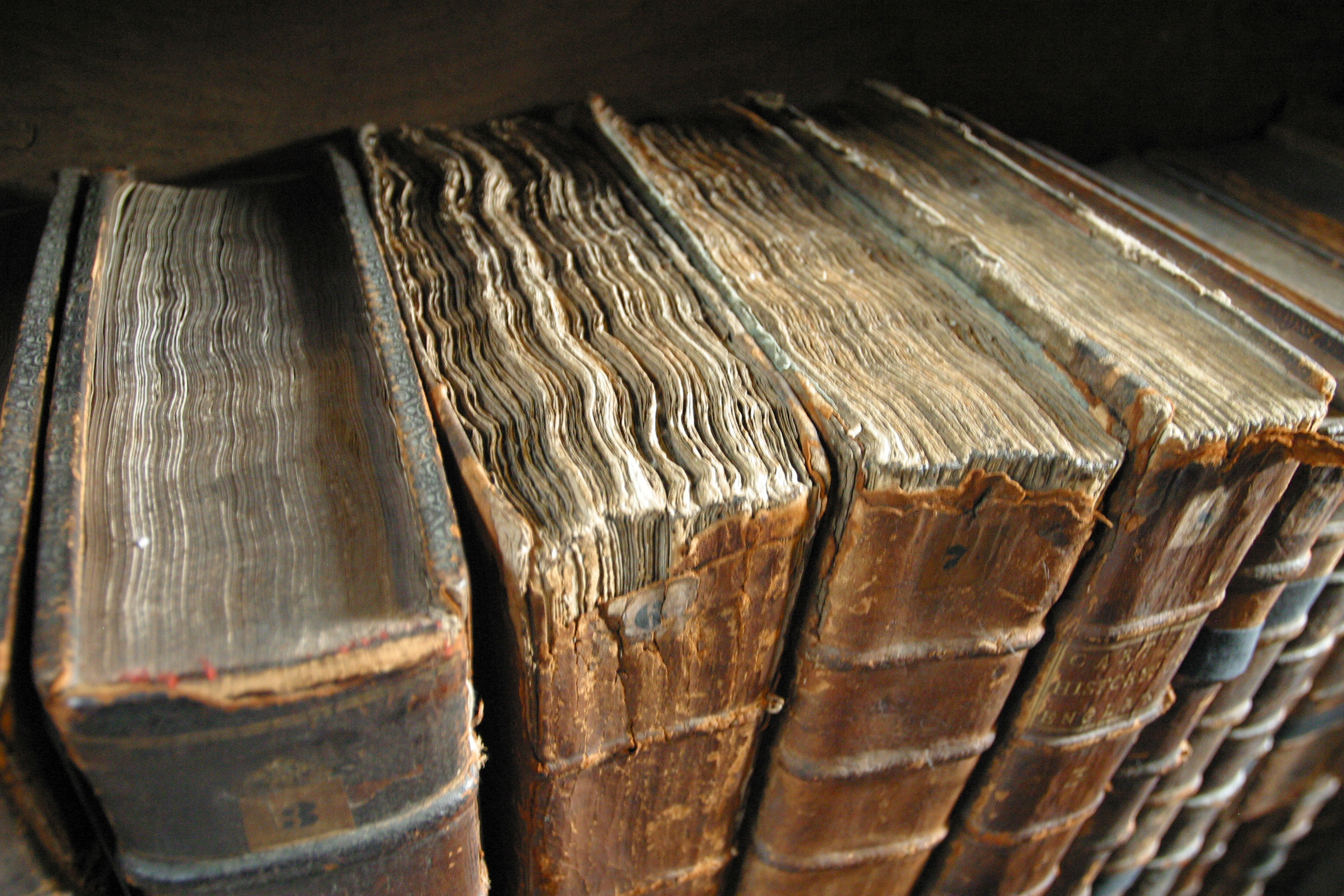

Stowarzyszenie Bibliotek Amerykańskich (ang. American Library Association; ALA) – stowarzyszenie działające w Stanach Zjednoczonych, którego celem jest m.in. promocja bibliotek i szeroko pojętej edukacji bibliotecznej. 

## Historia
Stowarzyszenie Bibliotek Amerykańskich powstało w 1876 w Filadelfii. Obecnie swoją siedzibę ma w Chicago i biuro w Waszyngtonie. W 2017 roku organizacja zrzeszała 56286 członków, w tym przede wszystkim bibliotekarzy.
ALA wyznacza standardy pracy bibliotecznej, a także nadaje akredytację szkołom kształcącym bibliotekarzy. ALA przyznaje  odznaczenia zasłużonym pracownikom bibliotek m.in. za osiągnięcia na polu bibliotekoznawstwa (Nagroda imienia Joseph W. Lippincott  i Melvil Dewey Medal), promowanie czytelnictwa (Nagroda Clarence Day ), rozpowszechnianie czytelnictwo wśród dzieci i młodzieży (Nagroda Grolier Society ), osiągnięcia w dziedzinie katalogowania i klasyfikacji (Nagroda John Cotton Dana) oraz medale za najlepszą książkę dziecięcą (Medal Laury Ingalls Wilder)i publikację fachową.
W skład ALA wchodzi 11 sekcji:
- AASL Stowarzyszenie Bibliotekarzy Szkolnych (American Associations of School Librarians)
- ALCTS (Associations for Library Collections and Technical Services)
- ALSC (Association for Library Service to Children)
- ALTA (Association for Library Trustees and Advocates)
- ACRL (Association of College and Research Libraries)
- ASCLA (Association of Specialized and Cooperative Library Agencies)
- LAMA (Library Administration and Management Association)
- LITA (Library and Information Technology Association)
- PLA Stowarzyszenie Bibliotek Publicznych (Public Library Association)
- RUSA (Reference and User Services Association)
- YALSA (Young Adult Library Services Association)

Publikacje wydawane przez Stowarzyszenie:
- American Libraries
- The Booklist
- Journal of Library Automation
- ALA Membership Directory
- Conference Proceedings